# جامعة بوريس هرينشينكو في كييف
جامعة بوريس هرينشينكو في كييف مؤسسة تعليم عالي أوكرانية، (بالأوكرانية: Київський університет імені Бориса Грінченка) هي جامعة تقع في كييف عاصمة أوكرانيا. أُسِّسَت هذه الجامعة في سنة 1874.